# It'll Be Alright on the Night
It'll be Alright on the Night és un programa de televisió britànic de preses falses d'ITV i produït per ITV Studios. Va ser una de les primeres sèries creades amb el propòsit específic de mostrar les preses falses de pel·lícules al cinema i la televisió i va funcionar regularment fins al 2016.
El programa va ser presentat originalment per Denis Norden del 1977 fins al 2006. Griff Rhys Jones va assumir el càrrec de presentador des del 2008 fins al 2016. Una nova sèrie d'episodis es va emetre el 2018 presentants per David Walliams. Norden va morir el 19 de setembre de 2018, a l'edat de 96 anys.

## Format
El programa solia tenir una hora de durada i ITV la transmetia a la franja d'entreteniment del dissabte al vespre. Tot i això, alguns dels primers episodis que van incloure It'll be Alright on the Night 6, que es va emetre el 1990, van sortir originalment un diumenge al vespre. Un nou episodi es va emetre el diumenge 28 de desembre de 2014. Dos episodis també van debutar un divendres: It'll be Alright on the Night 3 i It'll be Alright on Christmas Night els dies de Nadal de 1981 i 1987 respectivament. L'èxit del programa va forçar BBC One a crear la seva pròpia sèrie Auntie's Bloomers presentada per Terry Wogan per tal de competir amb ella, i es va centrar en les preses falses d'alguns dels arxius de la BBC.
El programa ha seguit un format senzill. Norden, que tradicionalment portava a la mà el porta-bloc de la seva marca, apareixia en un escenari buit i lliurava una peça còmica a la càmera, seguida d'una selecció de resultats obtinguts de diverses fonts. Les fonts més populars de clips inclouen nombroses sitcoms britàniques i nord-americanes, reportatges de notícies i retransmissions estrangeres que podien incloure o no subtítols explicatius.
El programa va tornar el setembre de 2008 amb Griff Rhys Jones que va presentar 11 episodis d' It'll be Alright on the Night. L'últim episodi amb Rhys Jones es va emetre el 4 de juny de 2016. Després d'un descans de dos anys, el programa va tornar l'estiu de 2018 amb nous episodis amb David Walliams com a narrador, que s'oposa a un presentador a l'estudi, cosa que significava que per a la primera vegada des que va començar el programa jan o s'incloïa la presentació d'estudi.

## Episodis
Les xifres d'audiència (on es donen) són les de la transmissió inicial d'un episodi. No es coneixia, sobretot en els primers anys de la sèrie, perquè els episodis aconseguissin audiències més altes en repeticions. Per exemple, It'll be Alright on the Night 2 (emès per primer cop el 28 d'octubre de 1979) fou vist per 16 milions d'espectadors en la repetició de febrer de 1983, mentre que It'll be Alright on the Night 4 (emès per primer cop l'11 de març de 1984) fou vist per 18.5 milions d'espectadors en la seva repetició de gener de 1985. Una segona repetició de The Second Worst of Alright on the Night (emès per primer cop el 24 de novembre de 1985) va aconseguir 19,92 milions d'espectadors el febrer de 1992, l'índex més alt del programa.
| Número | Nom episodi                                               | Data d'emissió original | Presentador/Narrador | Espectadors (milions) |
| ------ | --------------------------------------------------------- | ----------------------- | -------------------- | --------------------- |
| 1      | It'll be Alright on the Night 1                           | 18 de setembre de 1977  | Denis Norden         | N/D                   |
| 2      | It'll be Alright on the Night 2                           | 28 d'octubre de 1979    | Denis Norden         | N/D                   |
| 3      | The Worst of Alright on the Night                         | 21 de setembre de 1980  | Denis Norden         | N/D                   |
| 4      | It'll be Alright on the Night 3                           | 25 de desembre de 1981  | Denis Norden         | N/D                   |
| 5      | It'll be Alright on the Night 4                           | 11 March 1984           | Denis Norden         | 16.90                 |
| 6      | It'll be Alright Late at Night                            | 11 July 1985            | Denis Norden         | N/D                   |
| 7      | The Second Worst of Alright on the Night                  | 24 de novembre de 1985  | Denis Norden         | 14.55                 |
| 8      | It'll be Alright on Christmas Night                       | 25 de desembre de 1987  | Denis Norden         | 17.95                 |
| 9      | 10 Years of It'll be Alright on the Night                 | 25 de desembre de 1988  | Denis Norden         | N/D                   |
| 10     | It'll be Alright on the Night 6                           | 1 de desembre de 1990   | Denis Norden         | 17.92                 |
| 11     | It'll be Alright on the Night 7                           | 2 de gener de 1993      | Denis Norden         | N/D                   |
| 12     | The Utterly Worst of Alright on the Night                 | 10 d'abril de 1994      | Denis Norden         | N/D                   |
| 13     | The Kids from Alright on the Night                        | 26 de novembre de 1994  | Denis Norden         | N/D                   |
| 14     | It'll be Alright on the Night 8                           | 10 de desembre de 1994  | Denis Norden         | 14.89                 |
| 15     | Alright on the Night's Cockup Trip                        | 12 d'octubre de 1996    | Denis Norden         | 13.00                 |
| 16     | It'll be Alright on the Night 10                          | 15 de novembre de 1997  | Denis Norden         | N/D                   |
| 17     | 21 Years of Alright on the Night                          | 24 de gener de 1998     | Denis Norden         | N/D                   |
| 18     | It'll be Alright on the Night 11                          | 2 d'octubre de 1999     | Denis Norden         | 10.12                 |
| 19     | It'll be Alright on the Night 12                          | 27 de gener de 2001     | Denis Norden         | 9.17                  |
| 20     | It'll be Alright on Election Night                        | 7 de juny de 2001       | Denis Norden         | 6.77                  |
| 21     | It'll be Alright on the Night 13                          | 17 d'agost de 2001      | Denis Norden         | 6.61                  |
| 22     | It'll be Alright on the Night 15: Silver Jubilee Special  | 14 de setembre de 2002  | Denis Norden         | 8.11                  |
| 23     | More Kids from Alright on the Night                       | 28 de setembre de 2002  | Denis Norden         | 5.61                  |
| 24     | Alright on the Night's All-Star Special                   | 31 d'agost de 2003      | Denis Norden         | 9.63                  |
| 25     | It'll be Alright on the Night 16                          | 6 de setembre de 2003   | Denis Norden         | 5.53                  |
| 26     | It'll be Alright on the Night 18                          | 2 d'octubre de 2004     | Denis Norden         | 6.89                  |
| 27     | It'll be Alright on the Night 19                          | 24 de desembre de 2004  | Denis Norden         | 5.84                  |
| 28     | Alright on the Night's 50 Years of ITV                    | 17 de setembre de 2005  | Denis Norden         | 6.28                  |
| 29     | It'll be Alright on the Night 20                          | 18 de març de 2006      | Denis Norden         | 5.32                  |
| 30     | It'll be Alright on the Night 2008: Part 1                | 20 de setembre de 2008  | Griff Rhys Jones     | 4.30                  |
| 31     | It'll be Alright on the Night 2008: Part 2                | 25 de desembre de 2008  | Griff Rhys Jones     | 3.99                  |
| 32     | It'll be Alright on the Night 2011: Part 1                | 28 de desembre de 2011  | Griff Rhys Jones     | 4.95                  |
| 33     | It'll be Alright on the Night 2011: Part 2                | 31 de desembre de 2011  | Griff Rhys Jones     | 3.73                  |
| 34     | All New It'll be Alright on the Night 2012                | 28 de desembre de 2012  | Griff Rhys Jones     | 3.91                  |
| 35     | All New It'll be Alright on the Night 2014: Part 1        | 5 de gener de 2014      | Griff Rhys Jones     | 3.86                  |
| 36     | It'll be Alright on the Night's Best of the Worst         | 12 de gener de 2014     | Griff Rhys Jones     | 3.64                  |
| 37     | All New It'll be Alright on the Night 2014: Part 2        | 19 de maig de 2014      | Griff Rhys Jones     | 3.11                  |
| 38     | All New It'll be Alright on the Night 2014: Part 3        | 28 de desembre de 2014  | Griff Rhys Jones     | 3.43                  |
| 39     | It'll be Alright on the Night 2015                        | 30 de desembre de 2015  | Griff Rhys Jones     | 3.80                  |
| 40     | All New It'll be Alright on the Night 2016                | 4 de juny de 2016       | Griff Rhys Jones     | 2.76                  |
| 41     | David Walliams Presents – Return of Alright on the Night  | 22 d'agost de 2018      | David Walliams       | 2.81                  |
| 42     | David Walliams Presents – Revenge of Alright on the Night | 29 d'agost de 2018      | David Walliams       | 2.61                  |

## Emissió
Tot i que fou una programació d'entreteniment lleuger d'ITV durant prop de 40 anys, es produeixen poques edicions de It’ll Be Alright on the Night, poques vegades es projecta més d'un nou episodi a l'any. Els episodis presentats per Denis Norden normalment han inclòs un número a les pantalles del seu títol per ajudar a la seva identificació pel públic, mentre que del 2008 al 2016, els episodis presentats per Griff Rhys Jones i des del 2018, els episodis narrats per David Williams ja no ho van fer. Cap al final de l'era de Denis Norden, es van prefixar episodis fins a It'll be Alright on the Night 20 amb "All New" per evitar la confusió dels espectadors amb projeccions repetides d'episodis anteriors.
Durant la seva emissió també es van produir diversos episodis especials, inclosos especials d'aniversaris, una edició nocturna del Channel 4 amb contingut per a adults i un especial polític únic per marcar les Eleccions al Parlament del Regne Unit de 2001.
La majoria dels episodis es van rodar a The London Studios, però en els anys posteriors al programa es van fer servir també els estudis d'ITV Granada a Manchester, així com els ara tancats (i enderrocats) estudis ITV Meridian a Northam (Southampton). Algunes edicions també es van rodar in situ; inclosa Alright on the Night's Cockup Trip, que es va presentar des del Great Cockup al Lake District, 21 Years of Alright on the Night es van presentar en un iot suposadament al bell mig del Triangle de les Bermudes (que, en realitat, es trobava al sud de França) i It's Alright on the Night 11, que es va presentar des d'un Teatre Haymarket buit.
Durant la seva carrera, la sèrie ha tingut tres productors principals: Paul Smith (1977–1984), Paul Lewis (1984–2002) i Simon Withington (2003–2006). Sean Miller, James Sunderland i Stephanie Dennis també van produir alguns episodis. Grant Philpott va ser el productor de la sèrie (2011-2012) i Simon Withington, que anteriorment va exercir com a productor del 2003 al 2006 ha estat el productor executiu del 2014 al 2016. Des del 2018, Grant Philpott va tornar a ser el productor de la sèrie.

## Denis Norden's Laughter File
La sèrie també va inspirar el programa spin-off Denis Norden's Laughter File que va començar a emetre's el 22 de setembre de 1991 fins al 13 de maig de 2006. Tot i que va seguir en gran manera el mateix format que el seu programa germà, mentre que It'll be Alright on the Night s'enfocava únicament en les preses falses, Laughter File també va projectar clips que incloïen acudits i bromes. Com amb It'll Be Alright on the Night, els episodis posteriors van incloure les paraules "All New" als seus títols per evitar la confusió dels espectadors amb les projeccions repetides d'episodis anteriors.
La música temàtica que es va fer servir a Denis Norden's Laughter File va ser una peça de la biblioteca anomenada "Dress to Kill" d'Errol Reid. Els productors del programa van ser Paul Lewis (1991-2002) i Simon Withington (2002-2006).

### Episodis
| Número | Nom                                            | Emissió original       | Espectadors (milions) |
| ------ | ---------------------------------------------- | ---------------------- | --------------------- |
| 1      | Denis Norden's 1st Laughter File               | 22 de setembre de 1991 | 17.39                 |
| 2      | Denis Norden's 2nd Laughter File               | 4 d'octubre de 1997    | N/D                   |
| 3      | Denis Norden's 3rd Laughter File               | 5 de desembre de 1998  | 10.00                 |
| 4      | Denis Norden's 4th Laughter File               | 16 d'octubre de 1999   | 8.46                  |
| 5      | Denis Norden's 5th Laughter File               | 30 de setembre de 2000 | 8.02                  |
| 6      | Denis Norden's 6th Laughter File               | 15 d'octubre de 2001   | 7.21                  |
| 7      | Denis Norden's 7th Laughter File               | 30 de març de 2002     | 5.67                  |
| 8      | Denis Norden's 8th Laughter File               | 9 de novembre de 2002  | 6.62                  |
| 9      | Denis Norden's 9th Laughter File               | 4 d'octubre de 2003    | 5.53                  |
| 10     | Denis Norden's Christmas Laughter File Special | 27 de desembre de 2003 | 8.10                  |
| 11     | Denis Norden's All New 11th Laughter File      | 26 de desembre de 2004 | 5.73                  |
| 12     | Denis Norden's All New 12th Laughter File      | 12 de febrer de 2005   | 5.54                  |
| 13     | Denis Norden's All New 13th Laughter File      | 13 de maig de 2006     | 3.88                  |